# Paréntesis (película)
Paréntesis (título en inglés Time off), es una película chilena, estrenada en septiembre de 2005 en el Toronto International Film Festival. Ópera prima de los directores chilenos Pablo Solís y Francisca Schweitzer, también guionistas de este drama.

## Sinopsis
Camilo (Francisco Pérez-Bannen) tiene 28 años, pero todavía no toma las riendas de su vida. Su actitud infantil e irresponsable hace que su novia Pola (Sigrid Alegría), cansada de la inactividad de Camilo, decida en la madrugada de un día lunes pedirle una semana (un paréntesis), para distanciarse y aclarar su relación. Camilo, desconcertado, acepta resignado la decisión de Pola.
En medio de dicho paréntesis, Camilo conocerá a Mikela (Carolina Castro), una extraña niña de 16 años, quien le muestra un mundo nuevo, más simple y donde sólo se vive el presente. Camilo, entonces, empieza a vivir una vida más armónica, hasta que Mikela desaparece.

## Elenco
- Francisco Pérez-Bannen como Camilo.
- Sigrid Alegría como Pola.
- Carolina Castro como Mikela.
- Luis Gnecco como Gus.
- Iñigo Urrutia como Martín.
- Néstor Cantillanacomo Nerd Video Club
- Jordi Castell como Amigo de Pola
- Francisca Opazo como Polola de Martín.

## Premios

### Festival Palm Springs
| Año  | Categoría   | Nombre                           | Resultado |
| ---- | ----------- | -------------------------------- | --------- |
| 2006 | Mejor Guion | Pablo Solis Francisca Schweitzer | Nominado  |